# Uvis Helmanis
Uvis Helmanis (* 10. Juni 1972 in Talsi, Lettische SSR) ist ein lettischer Basketballtrainer und ehemaliger -spieler, der nicht nur in seiner Heimat, sondern unter anderem längere Zeit in Deutschland tätig war und mit dem Verein aus Bamberg 2005 Deutscher Meister wurde. Er spielte zuvor in Leverkusen. Insgesamt kam er auf 179 Bundesliga-Einsätze. Zuletzt stand er bis 2010 in seiner Heimat bei Barons LMT in Rīga in der ersten lettischen Basketballliga „LBL“ unter Vertrag. Er wurde anschließend auch kurzzeitig Trainer dieser Mannschaft. Eine Spielzeit später wurde er als Trainerassistent des Lokalrivalen der Barons, VEF Rīga, angestellt, die 2012 ihren Meistertitel verteidigen konnten. Zur Saison 2013/14 übernahm Helmanis eine neue Tätigkeit als verantwortlicher Trainer des lettischen Vereins BK Lauvas aus Liepāja.

## Karriere
Uvis Helmanis begann seine Profikarriere im Sommer 1992 bei Bonus Riga in Lettlands höchster Basketballliga. Nach zwei Jahren kam der inzwischen 23-jährige Helmanis zum Verein Metropole, für den er insgesamt drei Jahre lang Körbe sammelte, bevor er zu ASK Broceni Riga wechselte, für die er allerdings nur ein Jahr lang aktiv war.
Nach seinem Wechsel zu Bobry Bytom im Jahr 1999 erlebte Helmanis eine sehr erfolgreiche Saison, erzielte im Schnitt 15,8 Punkte pro Partie und wurde daraufhin in die lettische Basketballnationalmannschaft berufen, avancierte auch dort zum Leistungsträger und nahm an mehreren Turnieren teil, darunter die Europameisterschaften 1997, 2001, 2003, 2005, 2007 und 2009. Er war zeitweilig Spielführer der Nationalmannschaft.
Nach einem Jahr wechselte Helmanis erneut seinen Verein und kam zu BK LMT Rīga, bevor er abermals transferiert wurde und für ein Jahr in Polen auf Korbjagd ging. Zur Saison 2001/02 gelangte Helmanis durch den Wechsel in die erste Basketball-Bundesliga zu Bayer Leverkusen. Trotz einer sehr erfolgreichen Saison, in der er (inkl. Play-offs) durchschnittlich 12,4 Punkte pro Spiel erreichte, verließ Helmanis Leverkusen und kam nach einem Jahr zu GHP Bamberg. Für die Franken spielte er insgesamt vier Jahre und wurde im Jahr 2005 Deutscher Meister. Im Meisterspieljahr kam Helmanis zu 36 Bundesliga-Einsätzen mit Mittelwerten von 7 Punkten und 3,9 Rebounds je Begegnung. In den anderen Jahren dort erreichte Helmanis mit Bamberg insgesamt dreimal die Vizemeisterschaft und wurde einmal Vizepokalsieger. Anschließend zog es den Letten zurück in sein Heimatland zu BK Ventspils. Nach einem zweijährigen Engagement dort und einem kurzen Aufenthalt bei ASK Riga wechselte Helmanis zu Beginn der Saison 2009/10 zu Barons LMT Rīga. Für die Mannschaft ging er bis 2010 auf Korbjagd.

## Geldstrafe wegen gefährlicher Körperverletzung und weitere Sperren
Im September des Jahres 2005 wurden Helmanis sowie seine damaligen Bamberger Spielkollegen Mike Nahar und Steffen Hamann wegen gemeinschaftlicher gefährlicher Körperverletzung zu Geldstrafen zwischen 13.000 € und 27.000 € verurteilt. Nach Überzeugung des Gerichts hatten die drei Akteure in einer Kneipe eine junge Frau bedrängt. Als ihr Mann eingriff, sei es zum Handgemenge gekommen, in dessen Verlauf Nationalspieler Hamann an der Stirn verletzt wurde. Danach sei die Situation eskaliert. Bereits vor und auch nach dieser Verurteilung machte Helmanis durch sein Verhalten in mehreren BBL-Partien auf sich aufmerksam: Bereits im Jahr 2004 wurde er für ein Spiel gesperrt und zu einer Geldstrafe von 1000 € verurteilt, nachdem er wegen eines Faustschlages gegen einen Braunschweiger Spieler in der Partie zwischen GHP Bamberg und BS Energy Braunschweig des Feldes verwiesen wurde. Des Weiteren wurde Helmanis wegen einer Tätlichkeit in der Play-off-Partie gegen die Telekom Baskets Bonn im Jahr 2006 zu drei Spielen Sperre und einer Geldstrafe von 2000 € verurteilt. Die Sperre Helmanis’ wurde aber zurückgezogen, da sich die Vorwürfe als falsch darstellten.

## Laufbahn als Trainer
Zu Beginn der Saison 2010/2011 wurde Uvis Helmanis als neuer Cheftrainer der Barons LMT Rīga vorgestellt. Zuvor hatte er seine aktive Karriere für beendet erklärt. Nach kurzer Zeit wurde er dort bereits wieder entlassen und wurde zu Jahresbeginn Trainerassistent bei Energa Czarni im polnischen Słupsk. Zur Spielzeit 2011/12 wurde Helmanis dann Co-Trainer von Meister VEF Rīga, die 2012 ihren Titel verteidigten. Zur Saison 2013/14 wurde er dann verantwortlicher Trainer des lettischen Vereins BK Lauvas aus Liepāja. In der Saison 2016/17 betreute er die Mannschaft Valmiera/Ordo und war danach ein Jahr Co-Trainer bei BK Ogre. Er war als Auswahltrainer tätig, betreute als Cheftrainer die lettische U18-Nationalmannschaft. Von 2018 bis 2020 war er Co-Trainer von BC Lietuvos rytas in Litauen.
Im August 2020 wurde er Trainer des deutschen Drittligisten Basketball Löwen Erfurt, sein Amt als Co-Trainer der Herrennationalmannschaft Lettlands behielt er. Helmanis arbeitete bis 2022 in Erfurt, in der Saison 2021/22 hatte er die Mannschaft in der Hauptrunde der 2. Bundesliga ProB Süd auf den dritten Rang und damit zum besten Ergebnis der bisherigen Vereinsgeschichte geführt.